# Olgierd (imię)
Olgierd – imię męskie pochodzenia litewskiego (po litewsku Algirdas). Jego drugi człon łączony jest z lit. czasownikiem girti – „chwalić, sławić”; pierwszy człon, Al-, jest niejasny , jednak niektórzy badacze dopatrują się w nim odpowiednika staro-wysoko-niemieckiego al – „cały, wszystek”, na podstawie podobieństwa do lit. aliai – „każdy”; Olgierd (Algirdas) oznaczałoby wówczas „wszystek sławny”, „przesławny” . Jako imię chrzestne Olgierd pojawia się w XIX wieku, na początku w litewskich rodach arystokratycznych, przypuszczalnie nie bez związku z powieścią historyczną A. Bronikowskiego Olgierd i Olga czyli Polska w jedenastym wieku (1828) .
Olgierd imieniny obchodzi 11 lutego i 4 listopada.
Znane osoby noszące imię Olgierd:
- Olgierd Giedyminowicz (ok. 1296 lub ok. 1304–1377) – wielki książę litewski
- Olgierd Baehr (1927–2022) – polski prawnik, działacz katolicki, były członek Trybunału Stanu
- Algirdas Bendaravičius (1991–) – litewski wioślarz
- Olgierd Bierwiaczonek (1925–2002) – polski malarz, portrecista
- Algirdas Brazauskas (1932–2010) – litewski polityk, w okresie ZSRR działacz komunistyczny, prezydent Litwy i premier Litwy
- Olgierd Buczek (1931–2021) – polski piosenkarz
- Olgierd Budrewicz (1923–2011) – polski reporter
- Algirdas Butkevičius (1958–) – litewski polityk, poseł na Sejm, minister finansów, minister komunikacji; przewodniczący Litewskiej Partii Socjaldemokratycznej
- Olgierd Ciepły (1936–2007) – polski lekkoatleta, młociarz
- Olgierd Czerner (1929–2020) – architekt
- Olgierd Darżynkiewicz (1923–2000) – żołnierz, dyplomata, tłumacz, olimpijczyk z Helsinek 1952
- Olgierd Donimirski (1913–2004) – polski działacz społeczny i narodowy na Powiślu w okresie międzywojennym, po wojnie pierwszy starosta olsztyński
- Olgierd Dudek – polski pisarz
- Olgerd Dziechciarz (1968–) – poeta, prozaik, felietonista
- Olgierd Dziekoński (1950–) – polski architekt, polityk, były wiceminister rozwoju regionalnego i budownictwa oraz były wiceminister infrastruktury
- Olgierd Fietkiewicz (1932–2000) – historyk i inicjator badań dziejów i teorii harcerstwa,
- Algirdas Gaižutis (1941–) – litewski filozof, pedagog i kulturoznawca, wiceprzewodniczący Litewskiej Akademii Nauk, rektor Wileńskiego Uniwersytetu Pedgogicznego
- Olgierd Geblewicz (1972–) – polski samorządowiec, marszałek województwa zachodniopomorskiego
- Olgierd Górka (1887–1955) – polski historyk, publicysta, działacz polityczny i dyplomata, major kawalerii Wojska Polskiego
- Algirdas Julien Greimas (1917–1992) – litewski i francuski semiotyk, teoretyk literatury (narratolog) i językoznawca (semantyk i historyk języka)
- Oļģerds Grosvalds (1884–1962) – łotewski polityk i dyplomata, wieloletni poseł Łotwy w krajach Europy, w tym w Warszawie
- Olgierd Jeleński (1881–po 1941) – polski działacz społeczny, polityk i samorządowiec, senator RP
- Olgierd Jędrzejczyk (1930–2010) – polski dziennikarz
- Olgierd Korzeniecki (1931–1998) – lekarz okulista, działacz społeczny na Litwie
- Olgierd Kossowski (1928–2011) – polski lekarz, neurolog, psychiatra
- Algirdas Kumža (1956–) – litewski młodzieżowy działacz komunistyczny i niepodległościowy, poseł na Sejm Republiki Litewskiej i dyplomata
- Olgierd Kurawicz (1948–) – polski lekkoatleta, dyskobol, mistrz Polski
- Olgierd Langer (1896–1970) – profesor nauk ekonomicznych (absolwent Harvardu)
- Olgierd Łukaszewicz (1946–) – polski aktor
- Algirdas Monkevičius (1956–) – litewski pedagog, socjolog, działacz oświatowy i polityk, minister edukacji i nauki
- Olgierd Moskalewicz (1974–) – polski piłkarz
- Olgierd Narkiewicz (1925–2010) – polski lekarz, anatom i neuroanatom
- Olgierd Ostkiewicz-Rudnicki (1892–1944) – major, powstaniec warszawski
- Algirdas Paleckis (1971–) – litewski dyplomata, samorządowiec, poseł na Sejm Republiki Litewskiej, lider Socjalistycznego Frontu Ludowego
- Algirdas Pilvelis (1944–2016) – litewski dziennikarz i polityk, redaktor naczelny „Lietuvos aidas”
- Olgierd Pisarenko (1947–2022) – krytyk muzyczny
- Olgierd Poniźnik (1954–) – polski polityk, działacz PZPR, samorządowiec
- Olgierd Pożerski (1880–1930) – pułkownik artylerii Armii Imperium Rosyjskiego, generał brygady Wojska Polskiego
- Olgierd Rodziewicz-Bielewicz – polski dziennikarz brydżowy, mistrz międzynarodowy
- Algirdas Saudargas (1948–) – litewski dyplomata, minister spraw zagranicznych
- Olgierd Stański (1973–) – polski lekkoatleta, dyskobol
- Olgierd Stołyhwo (1916–prawdopodobnie 1943) – podporucznik Wojska Polskiego, cichociemny, żołnierz Armii Krajowej
- Olgierd Straszyński (1903–1971) – polski dyrygent
- Algirdas Sysas (1954–) – litewski polityk, ekonomista, działacz związkowy, poseł na Sejm Republiki Litewskiej
- Olgierd Szlekys (1908–1980) – polski architekt wnętrz, dekorator i malarz, karykaturzysta
- Algirdas Šemeta (1962–) – litewski działacz państwowy i polityk, minister finansów Republiki Litewskiej, komisarz europejski
- Algirdas Šocikas (1928–) – litewski bokser walczący w barwach ZSRR, dwukrotny mistrz Europy
- Olgierd Terlecki (1922–1986) – polski prozaik i historyk
- Olgierd Truszyński (1931–) – polski rzeźbiarz
- Algirdas Vapšys (1933–) – litewski inżynier, polityk, minister budownictwa w latach 1992–1994
- Olgierd Vetesco (1913–1983) – polski malarz i twórca biżuterii
- Olo Walicki (Olgierd Walicki, 1974–) – polski kontrabasista jazzowy
- Olgierd Wyszomirski (1951–) – polski ekonomista
- Olgierd Zienkiewicz (1921–2009) – brytyjski inżynier i matematyk polskiego pochodzenia
- Karol Olgierd Borchardt (1905–1986) – polski marynarz, pisarz
- Jerzy Olgierd Iłłakowicz (1908–1984) – działacz organizacji podziemnych w czasach II wojny światowej, żołnierz Narodowych Sił Zbrojnych.

Fikcyjne postaci o imieniu Olgierd:
- Olgierd Halski – główny bohater trzech części polskiego serialu sensacyjnego „Ekstradycja” w reżyserii Wojciecha Wójcika
- Olgierd Jarosz – postać dowódcy czołgu „Rudy” z serialu telewizyjnego „Czterej pancerni i pies”
- Olgierd Żwirski – jeden z głównych bohaterów filmu „Psy” Władysława Pasikowskiego
- Olgierd von Everec – postać w dodatku do gry Wiedźmin 3: Dziki Gon – Serca z kamienia
- Olgierd Mazur – postać z serialu Gliniarze
- Olgierd „Olo” Jedlina - główny bohater filmu „Kingsajz”